# Тройон, Констан
Конста́н Тройо́н, или Труайон (фр. Constant Troyon; 28 августа 1810, Севр — 21 февраля 1865, Париж) — французский живописец, пейзажист и анималист, представитель барбизонской школы живописи.

## Жизнь и творчество
Констан Тройон, как и его отец Жан-Мари-Доминик Тройон (1780—1817), с юных лет работал художником по росписи фарфора на Севрской фарфоровой мануфактуре. В двадцать один год молодой художник попробовал свои силы в пейзажной живописи. Учился у Дени Дезире Риокрё (1791—1872), художника, хранителя Севрского музея, и К. Ж. Рокплана, познакомившего Тройона с художниками Теодором Руссо, Жюлем Дюпре и другими барбизонцами.
Его встреча с Жюлем Дюпре стала решающей. Последний поощрял его работать на открытом воздухе, на пленэре, и научил видеть и ценить родные леса, окружающие Фонтенбло, а также достоинства «естественной живописи» в картинах Теодора Руссо, Камиля Коро и Нарcиса де ла Пенья.
В 1846 году Тройон посетил Гаагу, где познакомился с картинами малых голландцев. Там же увидел картину Паулюса Поттера «Молодой бык», оказавшую на французского художника сильное впечатление. В Голландии Тройон изучал творчество Рембрандта. Однако  постепенно он нашёл собственный стиль в изображении сельского пейзажа Франции, как правило с животными — пасущимися стадами коров, овец. Картины Тройона наполнены светом и воздухом пленэра, но отличаются от других барбизонцев гладкой, несколько поверхностной манерой.
После успеха в Парижском салоне 1849 года художник был удостоен звания кавалера ордена Почётного легиона, хотя настоящего признания, как и его друзья по барбизонской школе, он добился лишь в Салоне 1855 года.
В 1863 году Тройон вместе с художниками Жюлем Дюпре и Луи Каба предпринял поездку по Берри, Лимузену (школа Крозан) и Бретани. Свои лучшие работы художник создал между 1850 и 1864 годах. Одним из почитателей таланта К. Тройона был император Наполеон III.
В последние годы художник впадал в психические расстройства вплоть до приступов полного безумия. Скончался в 1865 году. Похоронен на кладбище Монмартр в Париже. Всю жизнь оставался холостяком. Мать художника после его смерти учредила «Премию Тройона» при парижской Школе изящных искусств за лучшие живописные анималистические работы. Среди учеников К. Тройона были Эжен Буден, Эмиль ван Марке, Антон Брайт, Кристиан Мали, Фабиус Брест, Мартен Леонс Шабри и Жюльен де Ларошуар.
В июне 1867 года Институт Франции учредил премию Тройона, ежегодно присуждаемую художникам-анималистам и пейзажистам в возрасте до тридцати лет в размере 600 франков. Именем Тройона названа улица в Париже.
В санкт-петербургском Эрмитаже имеются восемь картин Констана Тройона.

## Галерея

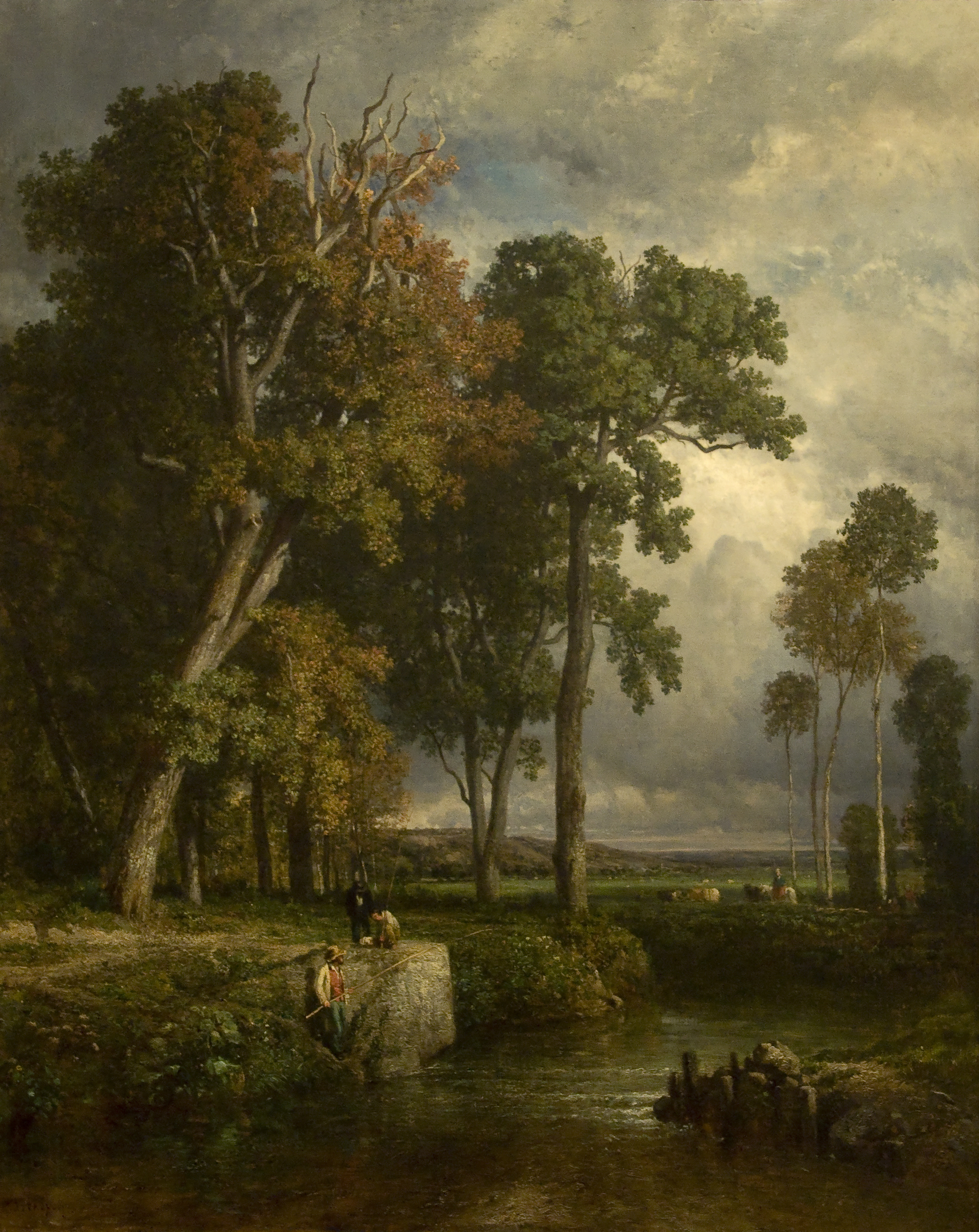
Рыбаки. Ок. 1850. Холст, масло. Музей Галуста Гюльбенкяна, Лиссабон
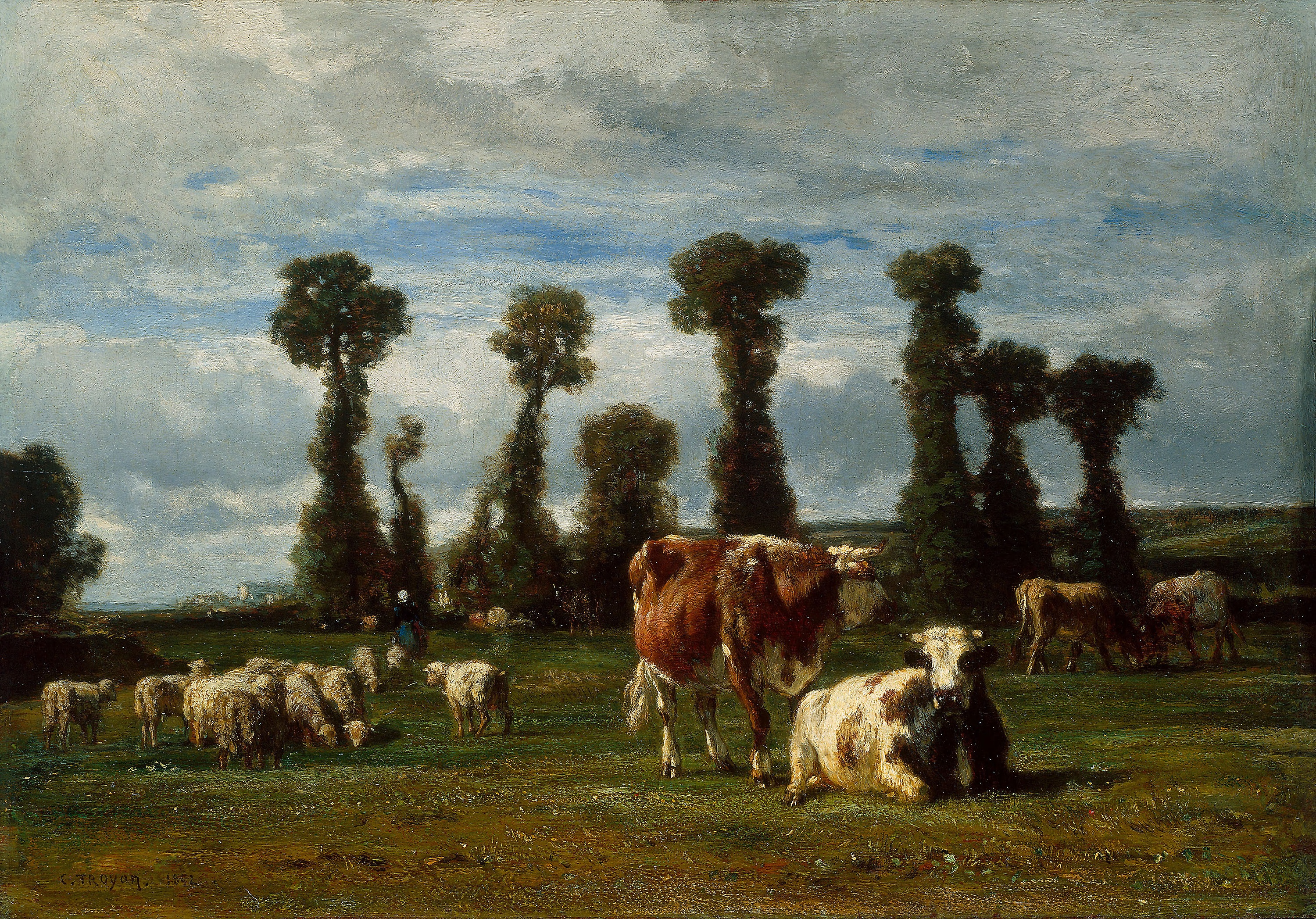
Пастбище в Нормании. 1852. Дерево, масло. Чикагский институт искусств, США
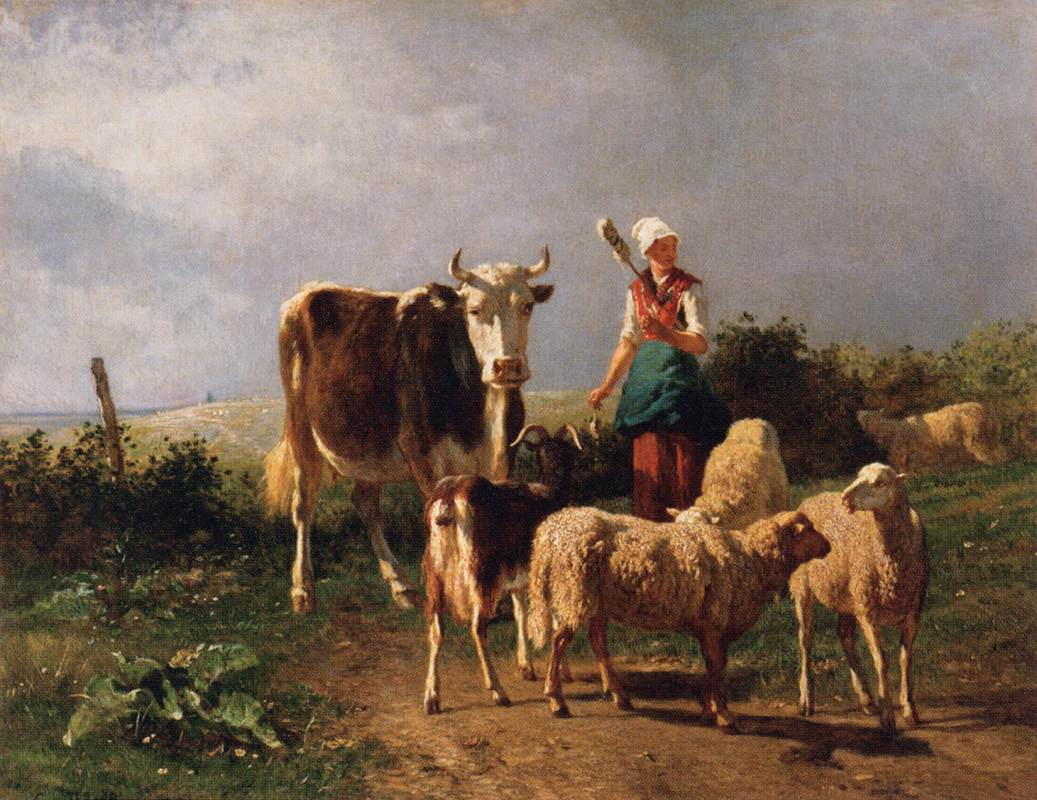
Возвращение стада. Между 1825 и 1850. Холст, масло. Лувр, Париж
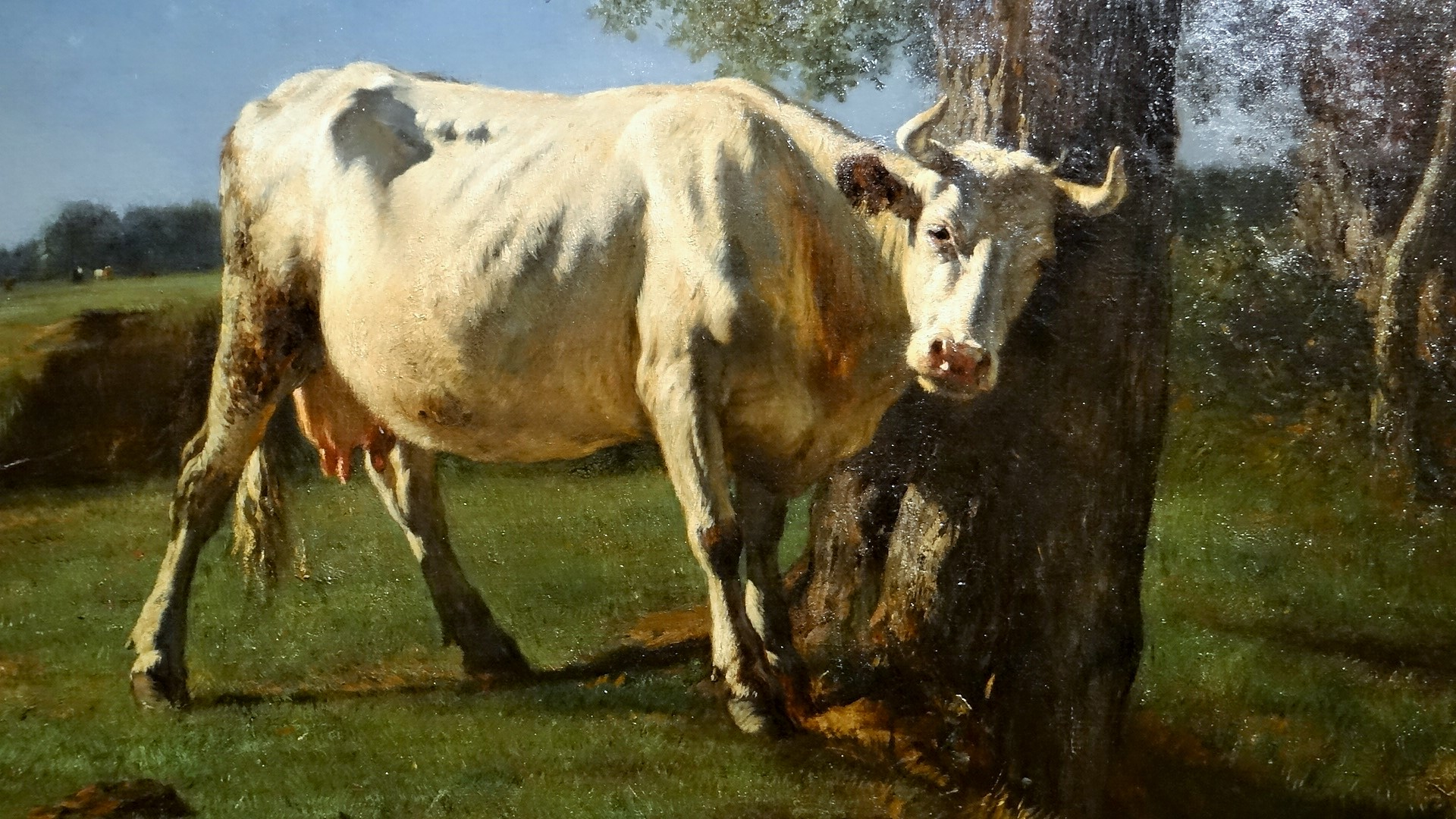
Чешущаяся корова. 1859. Холст, масло. Музей Орсе, Париж
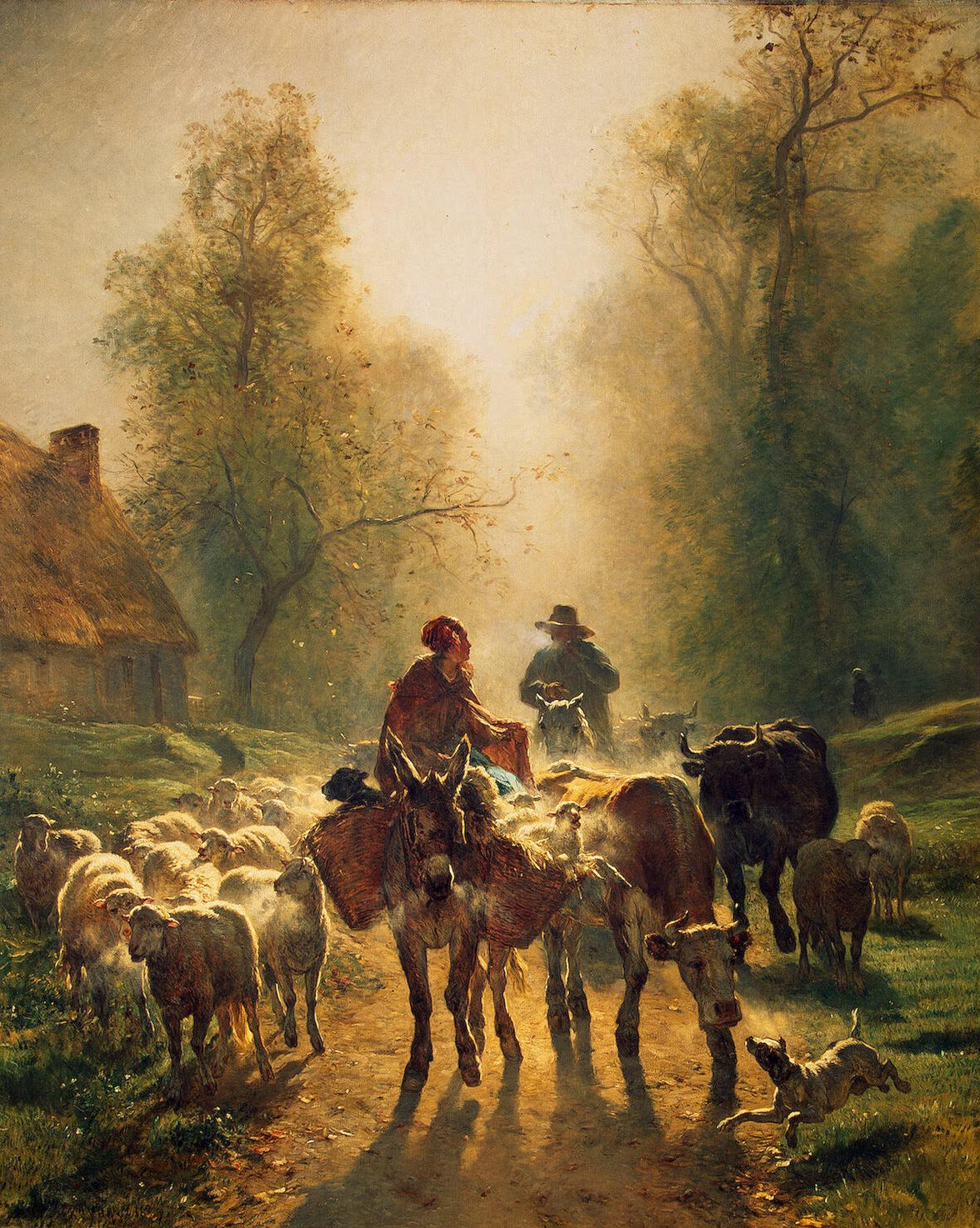
Отправление на рынок. 1859. Холст, масло. Государственный Эрмитаж, Санкт-Петербург
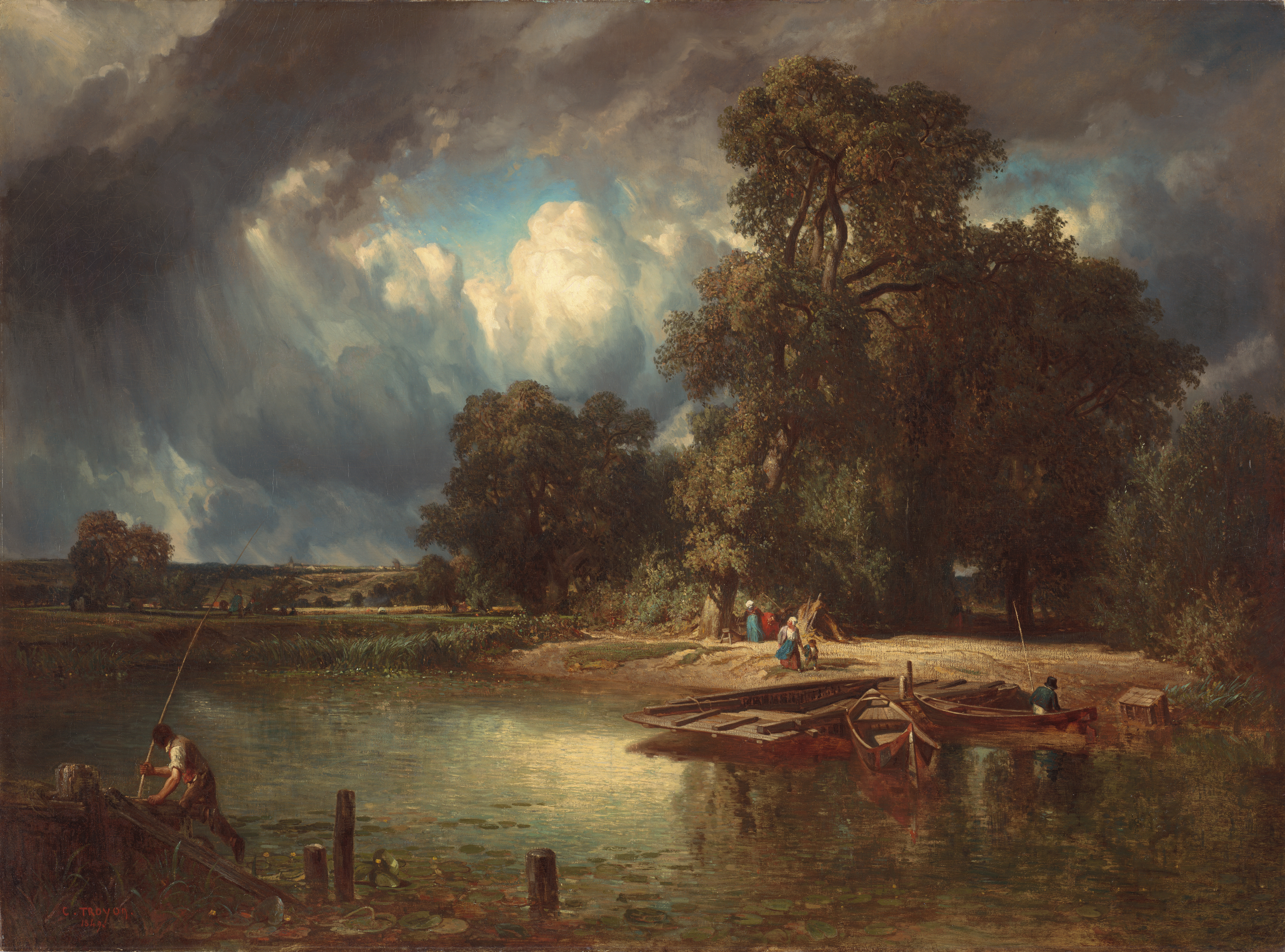
Приближающаяся буря. 1849. Холст, масло. Национальная галерея искусства, Вашингтон
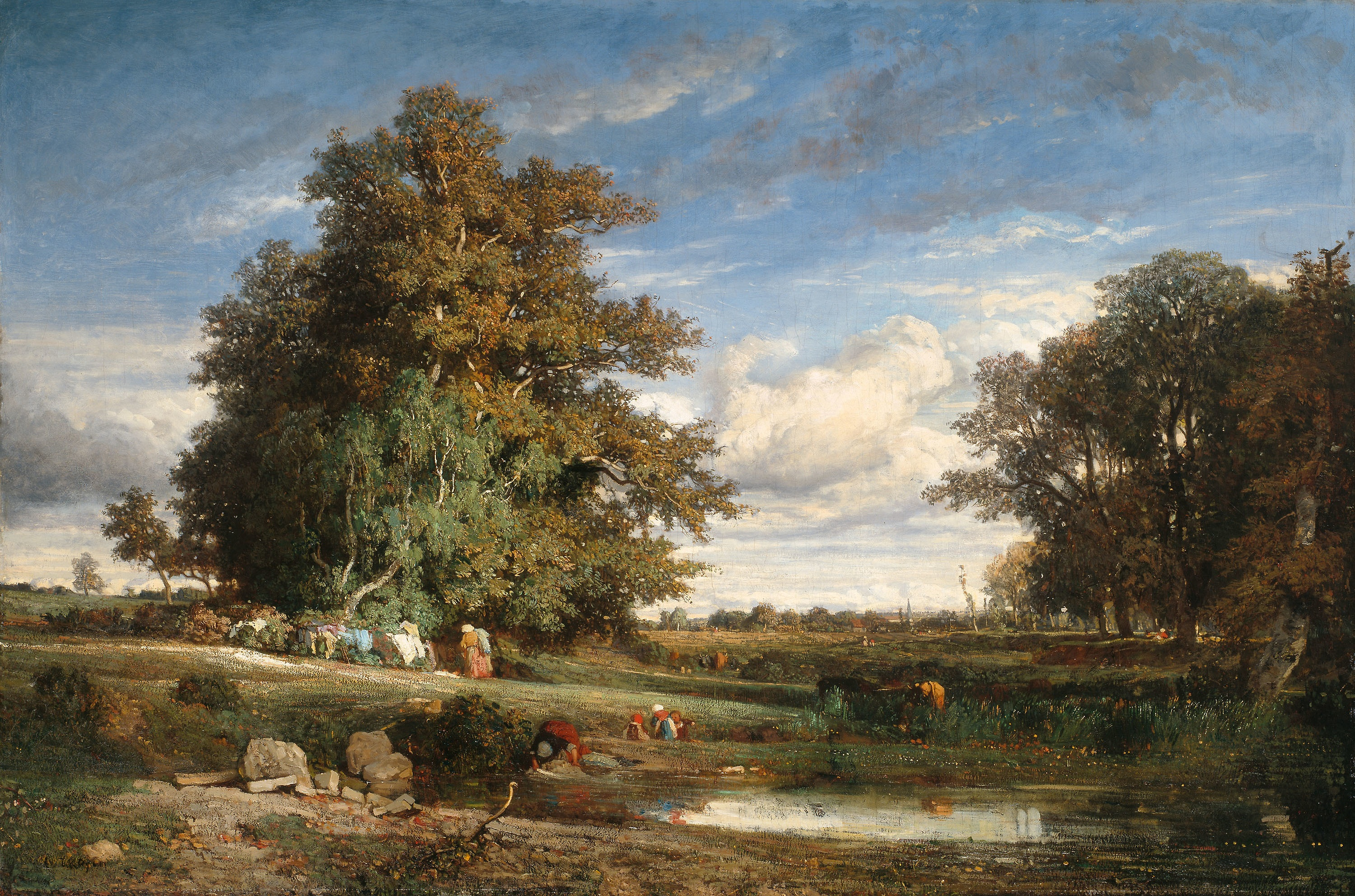
Болото. 1840. Холст, масло. Чикагский институт искусств, США